# Гонсалвес, Эгмар
Эгмар Гонсалвес (род. 15 августа 1970 года в Вила-Велье) — бразильский и сингапурский профессиональный футболист. Чтобы играть за национальную сборную Сингапура, в 2002 году он принял сингапурское гражданство в рамках программы Футбольной ассоциации Сингапура по натурализации иностранных спортивных талантов.

## Биография
В 1996 году Гонсалвес перешёл в «Хоум Юнайтед». Гонсалвес забил в общей сложности 239 голов в 11 сезонах чемпионата Сингапура и в 2001 году был первым игроком лиги, кто преодолел рубеж в 100 голов. К концу того сезона он забил ещё семь мячей и защитил с клубом титул обладателя кубка Сингапура. Свой сотый гол он забил в матче против «Уорриорс», оформив хет-трик, а его команда победила со счётом 4:0. Вторую сотню голов он преодолел в 2004 году, оформив хет-трик в матче против «Синчи», его команда победила со счётом 5:1. В 2004 году Гонсалвес стал лучшим бомбардиром чемпионата Сингапура и лучшим бомбардиром Кубка АФК наряду с одноклубником Индрой Шахданом Даудом. В Кубке АФК его команда дошла до полуфинала, где уступила дамасскому «Аль-Джаишу» с общим счётом 6:1.
В январе 2007 года Гонсалвес вернулся в Бразилию после неудачной попытки согласовать новый контракт с «Хоум Юнайтед». Он играл за «Деспортива Ферровиария», а затем ушёл в отставку.
Он был лучшим бомбардиром в истории чемпионата Сингапура, пока его рекорд не побил Мирко Грабовац. Также до начала сезона 2011 года в статистику внутреннего первенства включался как чемпионат, так и кубок Сингапура. Футбольная ассоциация внесла соответствующие поправки в 2011 году, таким образом в его активе 152 гола.
Гонсалвесу не удалось добиться значительного успеха в сборной Сингапура, он был одним из неудачных примеров натурализации иностранных талантов. 11 октября 2006 года он забил гол в гостевом матче против Ирака в отборе на Кубок Азии 2007, однако его команда проиграла со счётом 4:2.
Гонсалвес живёт в родном городе Вила-Велья со своей женой и детьми.